# Bob Richards
Robert Eugene "Bob" Richards, född 20 februari 1926 i Champaign, Illinois, död 26 februari 2023 i Waco, Texas, var en amerikansk friidrottare inom stavhoppning.
Richards blev olympisk mästare i stavhopp vid olympiska sommarspelen 1952 i Helsingfors och 1956 i Melbourne.